# بيسان
بيسان أو بيت شان (بالعبرية: בית שאן)؛ هي من أقدم مدن فلسطين، تقع اليوم على بعد 83 كم شمال شرق القدس. تمتد المدينة على مساحة 7330 دونماً (7,33 كم2)، ويبلغ عدد سكانها 16,200 نسمة معظمهم من اليهود بعد تهجير أهلها العرب الفلسطينيين في حرب 1948. تقع مدينة بيسان في قلب مرج بيسان الذي يصل غور الأردن بمرج ابن عامر، جنوب شرق مدينة الناصرة، وإلى الشرق من مدينة جنين الفلسطينية، وإلى الغرب من مدينة أم قيس الأردنية ونهر الأردن. كانت المدينة تعتبر مركز قضاء بيسان حتى تاريخ وقوع النكبة وتأسيس إسرائيل عام 1948 كانت إحدى مدن حلف الديكابولس العشر وكانت تعرف بمدينة سكيثوبوليس.

## الموقع الجغرافي
يجمع الموضع الحالي لبيسان بين مواضع قديمة وأخرى حديثة. أما المواضع القديمة فتتثمل في الخرائب القديمة التي تشتمل عليها بعض التلال المحيطة ببيسان. ففي الجهة الشمالية من بيسان يوجد تل الحصن (-175م)، وتل المصطبة (-150م). وفي الجهة الشمالية الغربية يحيط بالمدينة تل الجسر (-120م)، وتل بصول (-110م). وتل الزهرة (-95م). وتشتمل هذه الخرائب على بقايا الأبنية السكنية والمقابر وأماكن العامة والمسارح والميادين والأسوار.
أما الموضع الحديث للمدينة فإنه يقوم أيضاً على هضبة صغيرة (-150م) تمتد في الغور جنوبي نهر جالود. وتجدر الإشارة إلى أن الموضعين القديم والحديث لبيسان يقومان على تلال من الأرض ترتفع عما حولها من الأراضي المنبسطة داخل غور بيسان. ويعود السبب في ذلك إلى الرغبة في تحاشي أخطار فيضان نهر جالود والابتعاد عن المستنقعات من جهة، وإلى استغلال الأراضي المنبسطة في الزراعة من جهة أخرى. ولعل انتقال الموضع من الشمال إلى الجنوب استهدف في الأصل درء أخطار الفيضانات والأوبئة عن المدينة، والاستفادة من الأراضي الغورية المجاورة لنهر جالود وقنواته في الزراعة.
نشأت بيسان فوق موضعها الحديث نسبياً في أوائل القرن التاسع عشر. واقتصرت أماكن مبانيها في بداية الأمر على سطح هضبة بيسان التي تمثل أحد المدرجات البحرية الأردنية القديمة. ثم امتد موضع بيسان نتيجة تطور نموها العمراني بعدئذ فضم أجزاء من أقدام الحافة الغربية للغور وأجزاء من أراضي الغور المنبسطة. وتنحدر أرض بيسان بصفة عامة من الغرب إلى الشرق، ويجري نهر جالود أحد روافد نهر الأردن شمالي بيسان، ويمر بين تلي الحصن والمصطبة، كما أنه يغذي بعض برك الأسماك بالمياه يفرغ له يمر من جنوب بيسان. وتكثر العيون المائية حول المدينة، وهي تساهم مع مياه نهر جالود وفروعه في ري الأراضي الزراعية المجاورة.

## التاريخ

### الاسم
أصل الاسم القديم «بيسان» غير مؤكد، ويرجح تفسيره ببيت (أي معبد) وربما «شان» اسم الإله. عندما تبعت منطقة جنوب بلاد الشام للحكم البطلمي في العصر الهلنستي، سميت المدينة سكيثوبوليس (Skythopolis) من اليونانية (Σκυθοπολις) بسبب استقرار مجموعة من المحاربين الرماة السكوثيين في زمن بطليموس الثاني، وعندما أعاد انطيوخوس الرابع الظاهر المدينة للدولة السلوقية سماها «نيسا» (Nysa) على اسم مرضعة إله المدينة ديونيسوس، حيث تذكر إحدى القصص من القرن الأول أوالثاني الميلادي أن المرضعة «نيسا» دفنت في بيسان. وورد اسم بيسان في التناخ بالصيغة القديمة «بيت شان» في سفر القضاة (1، 27).

### تاريخ البحث الأثري
بدأت أعمال التنقيب في الموقع عام 1921م، من قبل جامعة بنسلفانيا هذا عندما كانت تتبع محافظة جنين، بإشراف "Fisher" بين الأعوام 1921 – 1932م، ثم نقّب في الموقع "Rowe" بين 1925 – 1928م، ثم أشرف "Fitzgerald" على التنقيبات التي جرت بين 1930 – 1933م، وقامت الجامعة العبرية بالتنقيب عام 1983م بإشراف "Yadin and Geva". آخر التنقيبات في الموقع قام بها "Mazar" عام 1989م الذي تركزت أعماله في الطبقات العائدة إلى العصر البرونزي المتوسط والـمتأخر والعصر الحديدي (الرحابنة 2003: 144).

### مراحل الاستقرار
كشفت أعمال الحفريات المشار إليها سابقاً عن سلسلة متراكمة من الطبقات الأثرية بلغت حوالي ثمانية عشرة طبقة، يرجع أقدمها إلى حوالي 4000 ق.م (سلسلة المدن الفلسطينية: 14).
وتعود هذه الطبقات للفترات التالية: نهايات العصر الحجري الحديث، العصر الحجري النحاسي، العصر البرونزي المبكر، العصر البرونزي المتوسط، العصر البرونزي المتأخر، العصر الحديدي، الفترة الرومانية، الفترة البيزنطية، الفترة الإسلامية المبكرة (الرحابنة 2003: 145).

### تاريخ المدينة

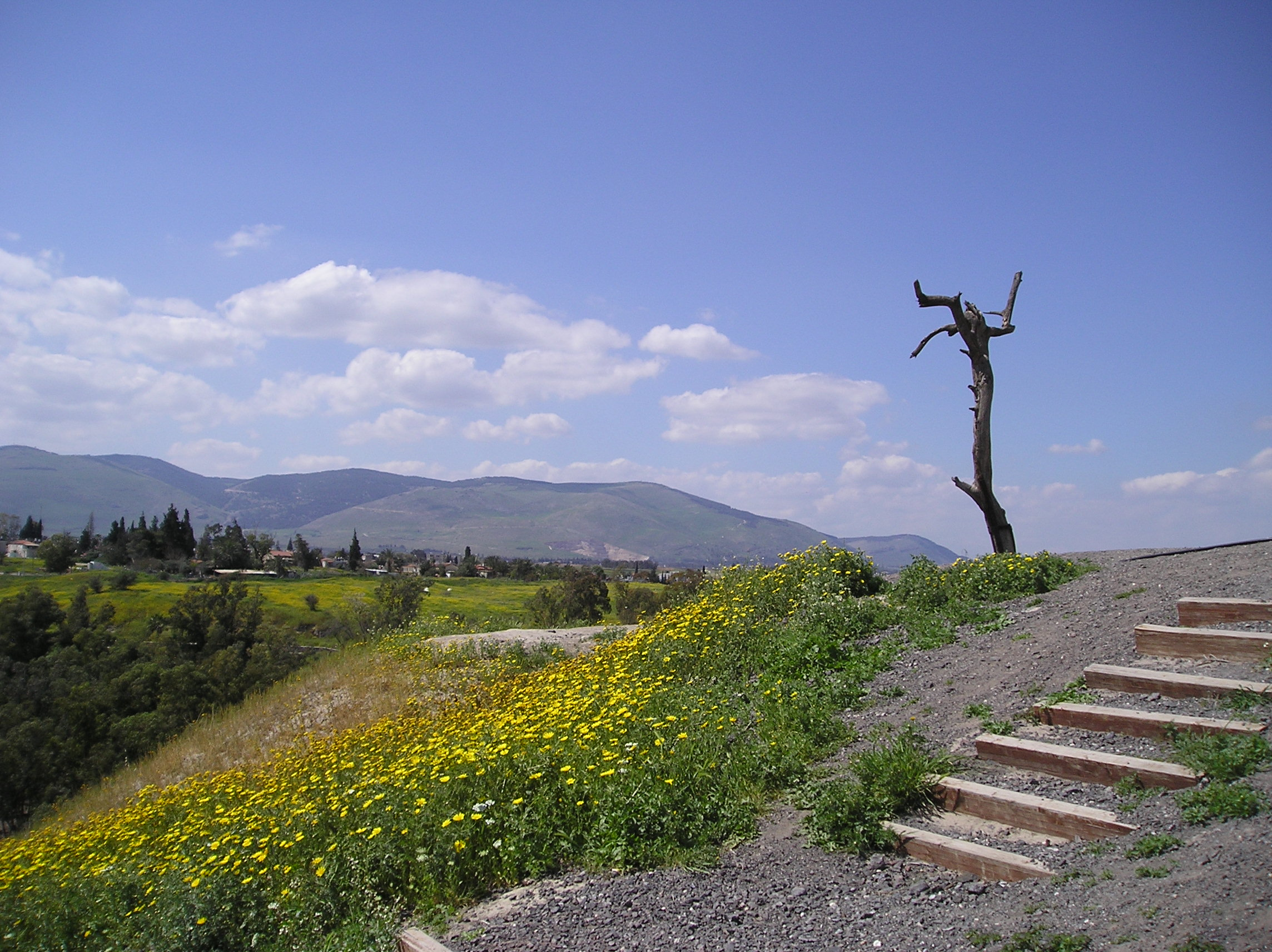
جانب من المدينة

بداء تاريخ بيسان كقرية قرب مدينة جنين وتذكر المدينة في الرسائل الفرعونية من القرن ال14 قبل الميلاد في قائمة انتصارات تحتمس الثالث. وأكدت الحفريات الآثارية في المدينة أنها كانت مركزاً إدارياً للمملكة المصرية الفرعونية في عصر الأسرتين المصريتين الثامنة عشرة والتاسعة عشرة، عندما خضعت بلاد الشام للسيطرة الفراعنة.
في العصر الهيليني، بعد انتصارات الإسكندر الأكبر، أطلق اليونانيون اسم سكيثوبوليس على المدينة، بينما أشار اليهود المحليون إليها باسم «بيشان». وفي تلك الفترة كان سكان المدينة من اليونان واليهود.[بحاجة لمصدر] في التلمود الأورشاليمي يذكر أن سكان بيشان كانوا يختلفون في لفظ العبرية عن اللفظ العادي ولذلك لم يصلحوا لدلالة المصلين في الكنس إذا تمسكوا بلفظهم الأصلي.
في العصر الروماني كانت سكيثوبوليس، أي بيسان، إحدى مدن حلف الديكابولس العشر. كشفت الحفريات الآثرية المعالم المركزية للمدينة الرومانية: المسرح، الهيبودروم وال«كاردو» (الشارع الرئيسي).
بنى البيزنطيون ديراً في المدينة وجعلوها في 409م عاصمة المحافظة الشمالية من إسرائيل. في 749 دمرت المدينة بزلزال فهجرها غالبية سكانها.
في عصر المماليك ازدهرت المدينة من جديد.
في أيام الانتداب البريطاني على فلسطين سكن مدينة بيسان حوالي 5000 ساكن من العرب الفلسطينيين أغلبيتهم مسلمون والباقي مسيحيون. هجر جميعهم المدينة إثر حرب 1948.
في 1949 قامت الحكومة الإسرائيلية بتهويد المدينة.

### البقايا الأثرية

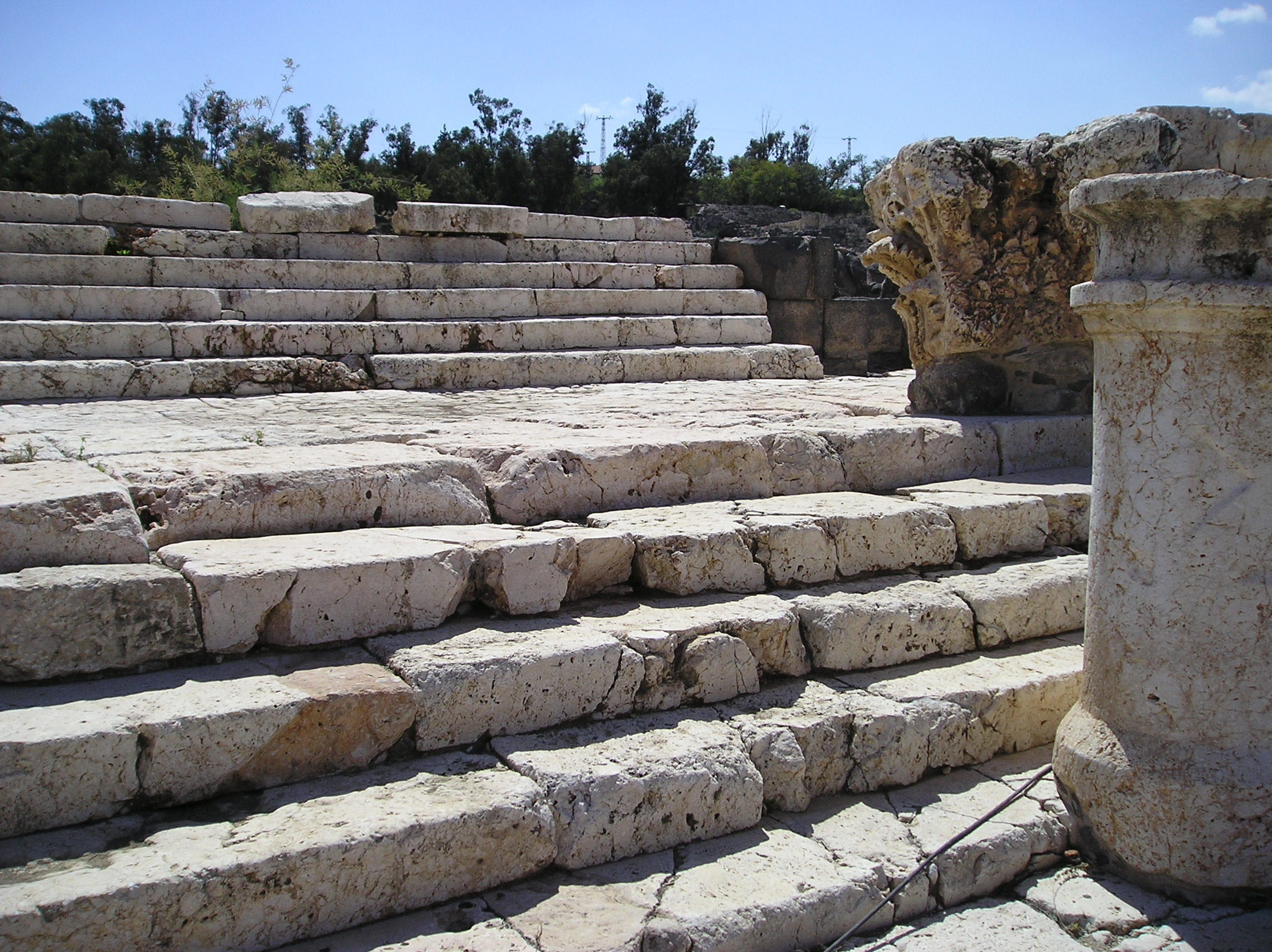
معبد روماني في المدينة

تم الكشف عن بقايا دير مهدوم وكنيسة خلال حفريات عام 1930م، وعثر في تل الجسر إلى الشمال الغربي من بيسان على بقايا أبنية وأعمدة وطريق مبلط ومدافن. أما خان الأحمر الواقع إلى الشمال من تل الجسر فقد عثر فيه على أنقاض خان وبركة وأعمدة ومدافن. وفي تل المصطبة بالقرب من خان الأحمر شمال بيسان عثر على مدافن وبرج روماني، وبقايا دير وكنيسة مرصوفة بالفسيفساء، ومقبرة، وأثبتت الحفريات في تل الحصن الأثري قيام تسع مدن عليه يعود أقدمها إلى فترة حكم الفرعون المصري تحوتمس الثالث (1501 – 1447 ق.م)، وأحدثها يعود إلى الفترة الإسلامية. ومن الآثار المصرية في هذا التل نصب الفرعون رمسيس الثاني (1301 – 1224 ق.م) (سلسلة المدن الإسرائيلية: 19).
أما المقبرة الشمالية الواقعة إلى الشمال من تل الحصن الأثري فإنها من أكبر المقابر المكتشفة في إسرائيل حيث عثر فيها على 200 من المدافن الكهفية وتشير المرفقات الجنائزية أن المقبرة استخدمت طيلة الفترة الممتدة من العصر البرونزي المتوسط الأول حتى الفترة البيزنطية، وعثر في المقبرة على كسر وأغطية فخارية لحوالي خمسين تابوتا من العصر البرونزي المبكر (الرحابنة 2003: 145 – 146).
وتم الكشف عن أكثر من 35 إناءً من الألباستر تعود إلى العصر البرونزي المتأخر، وعثر على أوان مصنوعة من الألباستر المصري تمثلت بمزهريتين وإبريق وكأس جاءت هذه الأواني من إحدى غرف المعبد. وزرين في غرفة المذبح، وصولجان من الألباستر، وحوالي 21 مغزلاً اكتشفت في المعبد، وعثر على ختم على شكل طائر البط، يؤرخ إلى المرحلة الانتقالية بين العصر البرونزي المتأخر والعصر الحديدي (James and McGovern 1993: 182, 183, 184, 187, 190 196).
وعثر على عدد من الأواني المصنوعة من الحجر المزجج، تتمثل بإبريق وجرة بيضوية وإناء من نوع "Chalice"، وزبدية وذلك في المعبد العائد إلى المرحلة الثانية من العصر البرونزي المتأخر، وعثر على ثلاثة أمشاط ومجموعة من التعاويذ والخرز وأختام جعرانية في المقبرة الشمالية (Higginbotham 2000: 90).
وعثر على مواد مصنوعة من العاج من بينها غطاء وعاء على شكل رأس إنسان من العصر البرونزي المتأخر، وقطعة عاجية تمثل دمية، وملعقة عاجية على هيئة فتاة في وضع السباحة (الرحابنة 2003: 148).
وكشفت التنقيبات الأثرية في تل الحصن عدداً من الأختام الجعرانية، منها ختم الملكة حتشبسوت وختم يحمل اسم الملك تحوتمس الثالث والرابع (Rowe 1991: 10, 18).

## معرض صور

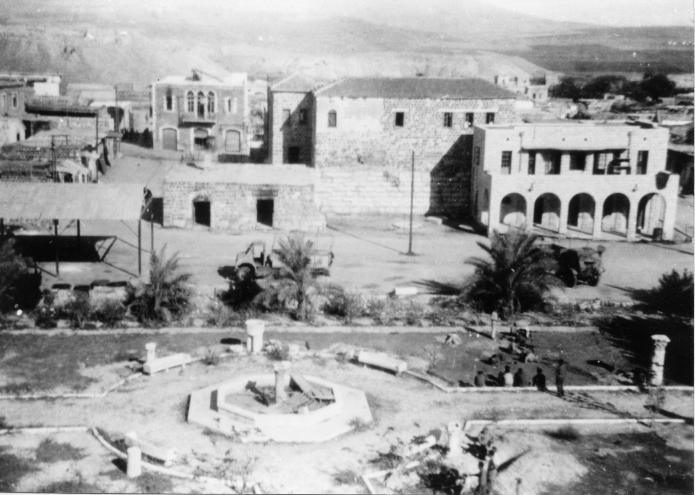
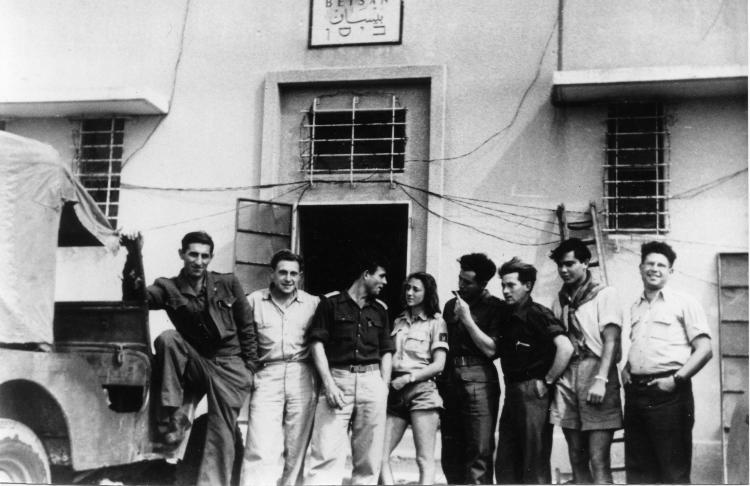
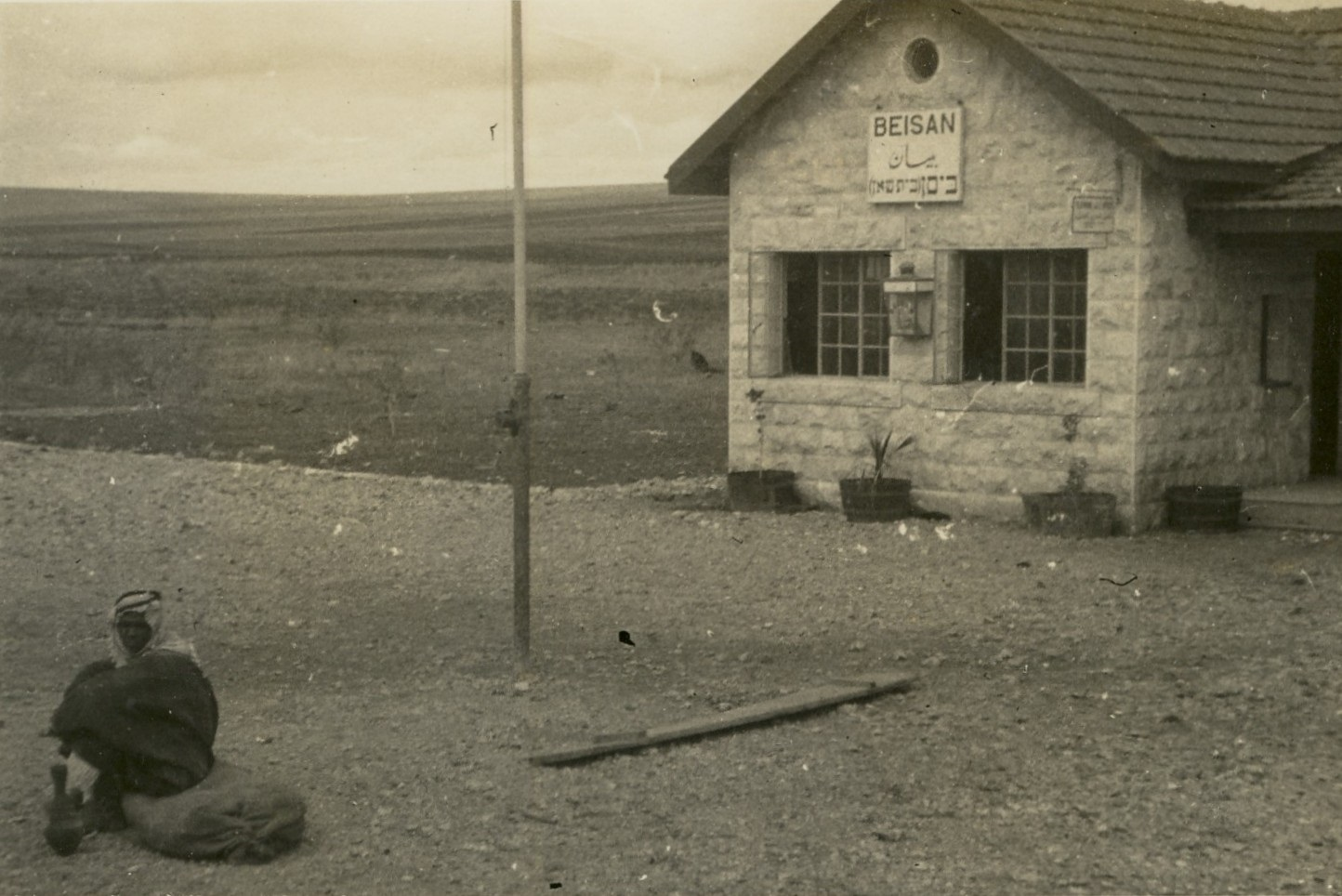
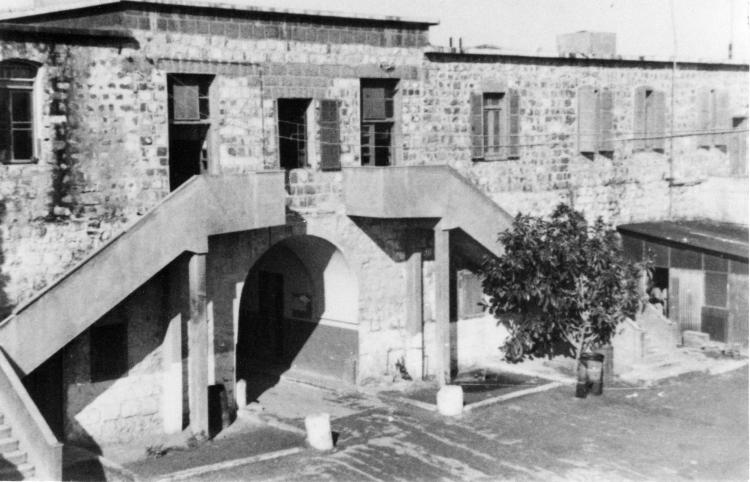
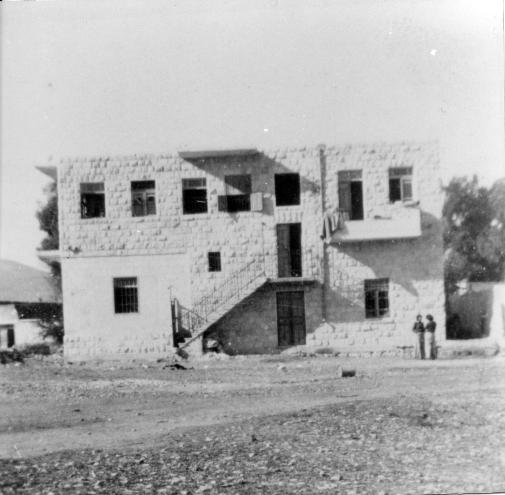
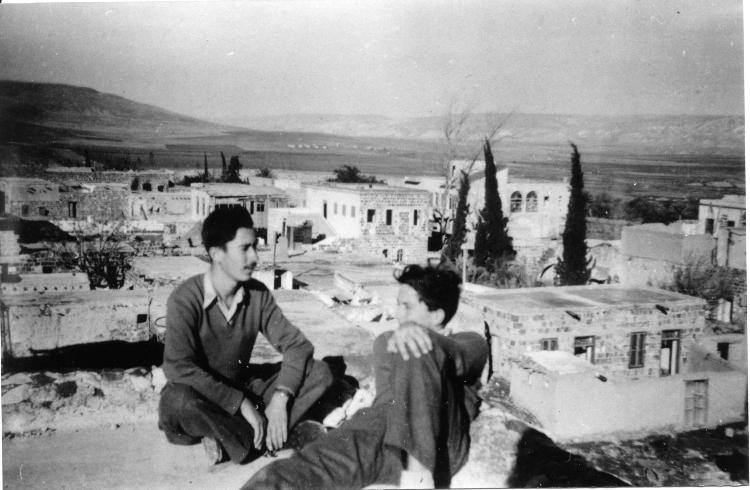